# كيفن شيفر
كيفن شيفر (بالإنجليزية: Kevin Schafer)‏ هو مصور أمريكي، ولد في 1951.